# José Manuel Bermudo Ávila
José Manuel Bermudo Ávila (Càceres, Extremadura, 1943) és un filòsof i professor universitari extremeny que ha exercit la seva tasca professional a Catalunya.
Catedràtic de Filosofia política de la Universitat de Barcelona, la temàtica marxista constitueix un dels seus camps de reflexió permanents, així com la filosofia moderna, temes sobre els quals ha publicat estudis monogràfics i ha preparat en castellà traduccions i edicions d'importants textos clàssics d'aquest període. Sense abandonar l'enfocament històric, el seu interès s'ha desplaçat cap a qüestions que cobreixen els diferents aspectes de la ciutat i de l'ordre polític.

## Publicacions[1]
- El concepto de praxis en el joven Marx (1975)
- Filosofía marxista: manual de materialismo dialéctico (1976)
- De Gramsci a Althusser (1979)
- Engels contra Marx (1981)
- Eficacia y justicia (1992)
- Maquiavelo, consejero de príncipes (1994)
- Filosofia política (1997)